# Languis (álbum)
Languis es el primer y único EP/maxi-simple de la banda de rock latino Soda Stereo, lanzado en agosto de 1989 por Sony Music Latin (antes CBS). A mediados de ese año, Soda Stereo grabó una nueva versión de «Languis» (canción incluida en el álbum de estudio titulado Doble vida de 1988) y una canción nueva que fue titulada «Mundo de quimeras», los que fueron editados en este maxi-simple junto a versiones remixadas de las canciones «En el borde» y «Lo que sangra (La cúpula)». 
Luego de ser editado el álbum, Soda Stereo realizó dos presentaciones con entradas agotadas en The Palace de Los Ángeles. Esto los convirtió en el segundo grupo musical de rock en español en presentar un espectáculo en territorio estadounidense, después de Crucis.

## Lista de canciones
| N.º   | Título                                      | Autor(es)                                  | Duración |  |
| 1.    | «Mundo de quimeras»                         | Cerati, Bosio, Alberti, González, Palacios | 6:52     |  |
| 2.    | «Languis» (Nueva versión 1989)              | Cerati, Bosio, Alberti, Sais               | 5:37     |  |
| 3.    | «En el borde» (Versión remix)               | Cerati, Bosio, Coleman, Alomar             | 6:19     |  |
| 4.    | «Lo que sangra (La cúpula)» (Versión remix) | Cerati                                     | 6:09     |  |
| 24:57 |                                             |                                            |          |  |

## Músicos
Soda Stereo
- Gustavo Cerati: voz principal y coros, guitarra eléctrica.
- Zeta Bosio: bajo, contrabajo y coros.
- Charly Alberti: batería hibrida.

miembros adicionales
- Tweety González: sintetizadores.
- Daniel Sais: sintetizadores.
- Gonzalo Palacios: saxofón.
- Andrea Álvarez: percusiones.
- Mavi Díaz: coros.